# The Walkabouts
The Walkabouts est un groupe de musique américain originaire de Seattle, composé entre autres de Carla Torgerson et Chris Eckman (connus aussi sous le nom « Chris and Carla »).
Leur musique est un mélange de folk et de rock. On leur doit une discographie abondante qui, en plus de receler de nombreuses reprises, comporte des compositions qui rappellent Leonard Cohen ou les grands paroliers américains. À cause de leur origine géographique et de leurs enregistrements pour le label Sub Pop, leur musique a parfois été, à tort, qualifiée de « grunge ».

## Membres
État en 2006
- Chris Eckman : chant, guitare, piano
- Carla Torgerson : chant, guitare
- Michael Wells : basse
- Glenn Slater : claviers
- Terri Moeller : batterie

## Discographie
- 22 Disasters (1985)
- Cataract (1989)
- Scavenger (1991)
- New West Motel (1993)
- See Beautiful Rattlesnake Gardens (1993) - Collection de chansons de 1985 à 1992
- Satisfied Mind (1993)
- Setting the Woods on Fire (1994)
- To Hell and Back: Live in Europe (1995)
- Devil's Road (1996)
- Death Valley Days: Lost Songs and Rarities, 1985-1995 (1996)
- Nighttown (1997)
- Trail of Stars (1999)
- Train Leaves at Eight (2000) - Collection de reprises de chansons européennes
- Drunken Soundtracks (2001) - Collection de chansons rares ou non-publiées
- Ended Up a Stranger (2001)
- Watermarks (2002) - "Best Of"
- Slow Days with Nina (2003) - En hommage à Nina Simone
- Shimmers (2003) - "Best Of"
- Acetylene (2005)
- Prague (2007)
- Travels in the Dustland (2011)

### En tant que "Chris & Carla"
- Shelter for an Evening (1993) - Live in Germany
- Life Full of Holes (1995)
- Nights Between Stations (1995) - Live in Thessaloniki
- Where the Air Is Cool and Dark (1997)
- Swinger 500 (1998)
- Fly High Brave Dreamers (2007)